# Melezitose
Melezitose (também chamado de melicitose) é carboidrato trissacarídeo não redutor, é produzido da seiva da folha ou dos pulgões por uma reação enzimática. Esse fato é benéfico aos insetos que reduz o stress de osmose e o seu potencial próprio de água.

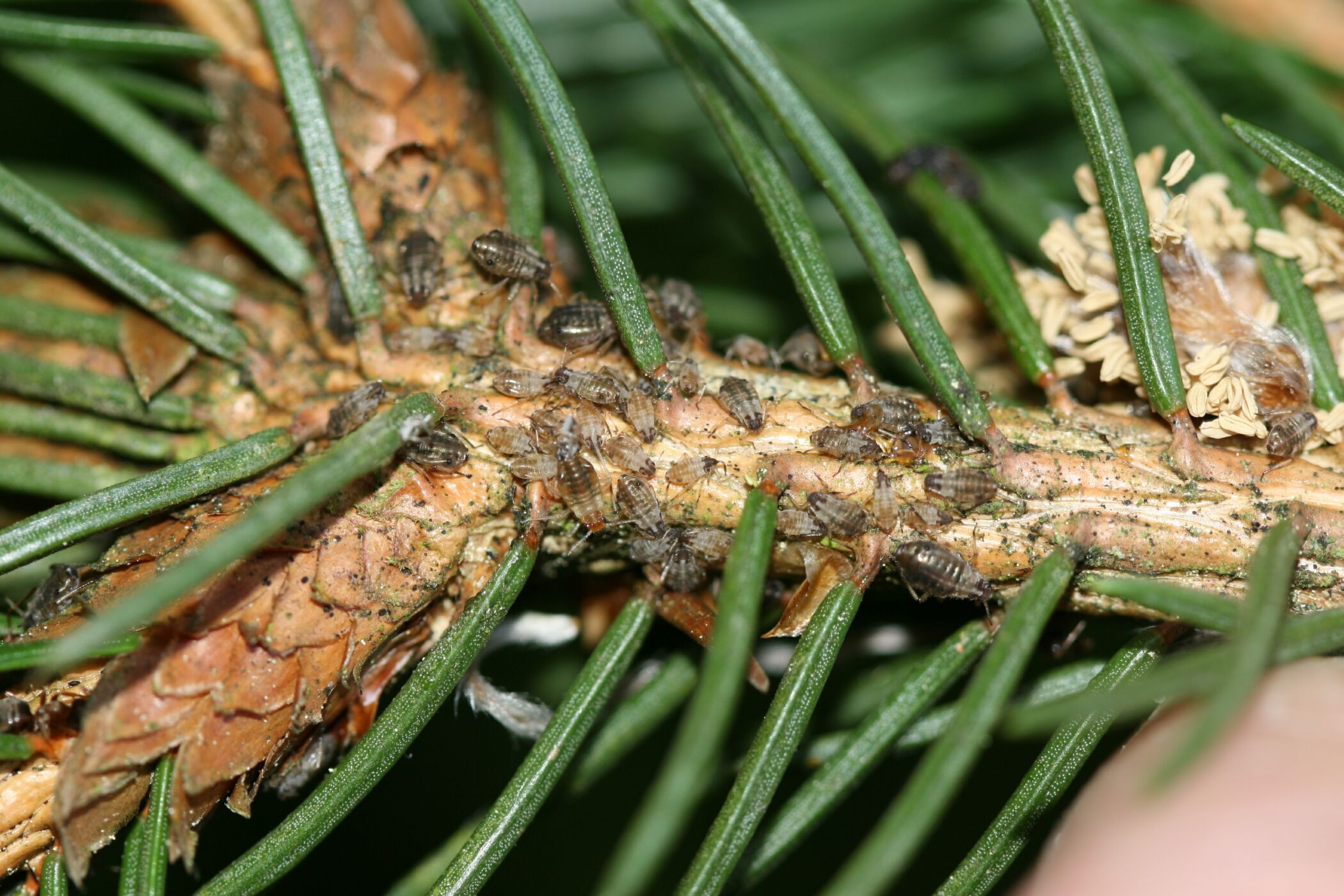
Melezitose em árvore repleta de abelhas.

## Mel
O mel de floresta do apiário é repleto por abelhas que ganhar contém a molécula da melezitose. Este mel, chamado melezitose ou mel de cimento, cristalizado já na sala de mel colónia de abelhas a partir da parte inferior da célula do favo de mel a partir dela. Ele não pode ser ejetado ou difícil, e quando o conteúdo excede melezitose no mel de um povo hibernação de 10% pode inserir uma perda de população forte.

## Formação
A melezitose é um trissacarídeo formado por por duas moléculas de glicose e uma molécula de frutose.